# Consonne affriquée épiglottale sourde
La consonne affriquée épiglottale sourde est un son consonantique très peu fréquent en usage dans certaines langues parlées. Son symbole dans l'alphabet phonétique international est [ʡ͡ʜ].

## Symbole de l'API
Son symbole complet dans l'alphabet phonétique international est ʡ͡ʜ, représentant un ʡ minuscule dans l'alphabet latin, soivi dun ʜ minuscule, rélies par un tirant. Le tirant est souvent omis quand cela ne crée past d'ambiguïte.
| ʡ͡ʜ               | ʡʜ                            |
| Symbole complet. | Forme simplifiée sans tirant. |

## En français
Le français ne possède pas le [ʡ͡ʜ].